# روزا لوكسمبورغ (فلم)
روزا لوكسمبورغ هو فيلم من نوع سيرة ذاتية ودراما أُصدر في 10 أبريل 1986. الفيلم من إخراج وسيناريو مارغريث فون تروتا.

## القصة
تقع أحداث الفيلم في برلين. وقصة الفيلم الرئيسية حول الاشتراكية والويلهلمنسزم ‏ وروزا لوكسمبورغ.

## طاقم التمثيل
- ادلهيد ارندت، بدور لويز كاوتسكي [الإنجليزية]‏
- Oto Ševčík  [لغات أخرى]‏
- Raoul Schránil [الإنجليزية]‏
- تشارلز بروير  [لغات أخرى]‏
- Regina Lemnitz  [لغات أخرى]‏
- Eva Jakoubková  [لغات أخرى]‏
- Jan Biczycki  [لغات أخرى]‏، بدور أوغست بيبل
- هانز مايكل ريبيرغ
- فيليكس موللر  [لغات أخرى]‏
- جان بوهان  [لغات أخرى]‏
- يورغن هولتز، بدور كارل كاوتسكي
- Leopold von Verschuer  [لغات أخرى]‏
- Inge Herbrecht  [لغات أخرى]‏
- باربرا لاس [الإنجليزية]‏
- Míla Myslíková [الإنجليزية]‏
- Vladimír Matějček  [لغات أخرى]‏
- هنريك بارانو
- باربرا سوكوا، بدور روزا لوكسمبورغ
- اوتو ساندر، بدور كارل ليبكنخت
- رينيه تشارلز
- دانييل أولبريشكي، بدور Leo Jogiches [الإنجليزية]‏
- مالجورزاتا جبل
- Winfried Glatzeder [الإنجليزية]‏، بدور باول ليفي
- كارين بعل، بدور Mathilde Jacob [الإنجليزية]‏
- Hannes Jaenicke [الإنجليزية]‏، بدور Kostja Zetkin [الإنجليزية]‏
- دوريس شايد، بدور كلارا زتكن

## الإنتاج
موسيقى الفيلم التصويرية كانت من تأليف نيكولا اكونومو ‏.

## وصلات خارجية
- مقالات تستعمل روابط فنية بلا صلة مع ويكي بيانات